# Hiaatdelging
Hiaatdelging is het verschijnsel dat er eerst in de gesproken en later in de geschreven taal een medeklinker of halfklinker wordt ingevoegd tussen twee klinkers om het "hiaat" dat (onbewust) tussen die klinkers wordt ervaren, te ondervangen. Het verschijnsel wordt ook wel ephelkustiek genoemd.
In sommige talen valt het verschijnsel ook wel in de schrijftaal te constateren; zie bijvoorbeeld de bespreking van het Frans hieronder.

## Klinkercombinaties
Het gaat hier dus om klinkercombinaties die ontstaan doordat twee woorden naast elkaar worden geplaatst in een gesproken zin. De taalgebruiker voelt hier vaak onbewust een "hiaat" tussen beide klinkers, en kan dat hiaat (meestal eveneens onbewust) op drie manieren opvangen. De keuze tussen deze manieren is soms niet vrij, maar soms wel. In dat laatste geval zijn dus meerdere vormen van uitspraak mogelijk, zoals ook valt na te gaan aan de hand van de volgende voorbeelden.

### Elisie
In de eerste plaats kan een van de conflicterende klinkers worden weggelaten. Dan treedt "elisie" op: de klinker wordt "geëlideerd". Dit gaat gepaard met andere verschijnselen zoals enclise en proclise:
- Schrijftaal: De een en de ander

Spreektaal: Deenendander

### Glottisslag
In de tweede plaats kan een glottisslag worden tussengevoegd. Dit is een tijdelijke onderbreking in de uitademing, door Nederlandse sprekers als een soort kuchje ervaren. De klinker die op de onderbreking volgt, wordt betrekkelijk fors aangezet:
- Schrijftaal: Dat breekt me op.

Spreektaal: Dat breekt me'op.

### Tussenvoeging
De echte hiaatdelging treedt op bij tussenvoeging van een klank (een medeklinker):
- Schrijftaal: Tja, je maakte hem boos.

Spreektaal: Tja, je maakte-n-em boos.

## Grammaticale geschiedenis

### Grieks
Het verschijnsel werd ontdekt door Oud-Griekse grammatici: in hun taal werd wel een -n- tussen twee klinkers ingevoegd ter wille van de welluidendheid. Het woord "ephelkustiek" is ook afkomstig van de Griekse woorden epi ("bij") en elkustikos ("gesleept").

### Moderne talen
Door Nederlandse, Engelse en Duitse grammatici is het verschijnsel veelal verwaarloosd. Dit kan ermee te maken hebben dat het in die talen vooral in de spreektaal voorkomt, en spreektaal is moeilijker exact waarneembaar dan schrijftaal. Wat ongedrukt is, is minder grijpbaar, en wordt zelfs door geoefende taalwaarnemers minder snel als bestaand verschijnsel onderkend.
Alleen in de Franse grammatica wordt wel aandacht besteed aan hiaatdelging. Vermoed wordt dat dit komt doordat het verschijnsel in het Frans betrekkelijk vaak voorkomt. Een andere reden voor de expliciete bespreking in Franse grammatica's kan zijn dat het verschijnsel hier niet alleen in de (onzichtbare) spreektaal optreedt, maar zijn weerslag vindt in de schrijftaal, alsook dat het tot verandering van de woordvorm kan leiden.

## Hiaatdelging in moderne vreemde talen

### Frans
Enkele voorbeelden van hiaatdelging in het Frans zijn:
- In mon fiancé wordt de -n niet uitgesproken, maar in mon ami wel.
- In ma fiancée is er zelfs geen tussen-n, maar in mon amie wel; omwille van de hiaatdelging wordt zelfs de mannelijke vorm van het persoonlijk voornaamwoord gebruikt, hoewel amie vrouwelijk is.
- Het bevestigende il va wordt het vragende va-t-il; de -t- verschijnt zelfs in de schrijftaal.

### Brits Engels
Een bekend voorbeeld uit het Engels vormen de "linking r" ("verbindings-r) en de "intrusive r" ("ingeslopen r). Deze fenomenen komen voor in de niet-rotische variëteiten van het Engels, zoals het Brits-Engels, het Australisch-Engels en het Zuid-Afrikaans Engels.
De "linking r" is een -r die aan het eind van een woord wel wordt geschreven, maar niet meer wordt uitgesproken. In de spreektaal komt de r-klank echter wel tot realisatie als het volgende woord met een klinker begint:
- Schrijftaal: younger than me, younger and prettier

Spreektaal: younge r than me, maar younger and prettier.
Bij de "intrusive r" eindigt het geschreven woord op een klinker, dus niet op een -r, en begint het volgende woord met een klinker. Naar analogie van de "linking r" wordt nu in de spreektaal tussen deze twee klinkers soms toch een -r- ingevoegd:
- Schrijftaal: Anna was crying, Anna and me

Spreektaal: Anna was crying, Anna-r-and me.

## Hiaatdelging in het Nederlands: tussen twee woorden

### -n-
In het Nederlands komt de -n- veelvuldig als hiaatdelger voor:
- Zei je-n-et nou of niet?
- 'k Geloofde-n-em niet zo.

Hierbij dient te worden opgemerkt dat in deze voorbeelden het hiaat ook juist in de spreektaal ontstaat: in plaats van de "sterke vormen" het, hem worden de "zwakke vormen" "et, em" gebruikt, zodat een beginklinker optreedt.
(Die zwakke vormen ontstaan als in de spreektaal een woord fonetisch wordt "gereduceerd": bijvoorbeeld door elisie van de beginklank en/of door verzwakking van de vocaal, veelal tot een toonloze e. Beide verschijnselen doen zich voor als "haar" wordt verzwakt tot "er": elisie van de h, reductie van de aa tot toonloze e. Ook bij "hem" gebeurt dit: elisie van de h, reductie van de é tot toonloze e.)

#### -n- door functieverandering
In geschreven Nederlands zijn er vele woorden die op -en eindigen, maar in de meeste varianten (dialecten, regiolecten) van het Nederlands wordt die laatste -n niet meer uitgesproken. Dit is met name het geval wanneer het de uitgang van een infinitief of meervoud betreft. In woorden als laken en heiden, waar de eind-n deel uitmaakt van het grondwoord, is deze klank meestal wel te horen (zie ook lexicale regel).
In de spreektaal kan die -n- weer wel tot realisatie komen als het volgende woord met een klinker begint:
- Ik kan hem make-n-en breke.

De schrijftaal bezigt hier uiteraard zowel maken als breken. Dat is de oude -en-uitgang van de onbepaalde wijs (infinitief), maar in vele Nederlandse spreektaalvarianten wordt die uitgangs-n weggelaten:
- Joh, dat kan je niet make!

In het voorbeeld hierboven (makenenbreke) keert hij terug; maar nu niet als vervoegingsuitgang, maar als hiaatdelger. De uitgesproken n is dus van andere aard dan de geschreven n.

### Halfvocalen
De -w- en de -j- worden wel als halfvocalen beschouwd: ze vertonen sterke klankgelijkenis met de klinkers -oe- en -ie-, maar gedragen zich voor het overige vooral als medeklinkers. Het is twijfelachtig of zij hiaatdelgers zijn in:
- Hoe-w-istermee?
- Zou-w-et?
- Bij-j-ons is alles beter!

Sommige sprekers zullen hier het laatste element van het beginwoord wat langer uitspreken dan zij gewoonlijk doen. Of daarbij nog van hiaatdelging sprake is, is een kwestie van opvatting.

### Tussen medeklinker en klinker: geen echte hiaatdelging
Ook worden wel tussenmedeklinkers tussen een slotmedeklinker en een beginklinker gevoegd. In de strenge opvatting van het begrip zijn dit dus geen hiaatdelgers. Wellicht wordt een glottisslag, met zijn harde aanzet van de volgende klinker, als onhandig ervaren, en dient dan de tussengevoegde medeklinker ter vervanging ervan:
- Is-t-er nog koffie?
- Is-t-ie nou alweer aan het skeeleren?
- Ze was nog zo levenslustig op-t-er verjaardag.

De -d-- in gevallen als de volgende is een twijfelgeval:
- Heb je-d-er nog aan gedacht?
- Heb je-d-er nog een cadeau gegeven?

Deze -d- is, blijkens het tweede voorbeeld, geen overblijfsel van daar, de historische sterke vorm van er, maar treedt (ook) hiaatdelgend op voor er als de zwakke vorm van haar.
In deze beide gevallen kan de -d- echter ook na een medeklinker worden ingevoegd; in dat geval is van hiaatdelging in strenge zin geen sprake.

## Hiaatdelging in het Nederlands: binnen een woord

### Hiaatdelging en epenthesis
In een woord kunnen zowel medeklinkers als klinkers worden ingevoegd. Dit verschijnsel wordt "epenthesis" of "epenthese" genoemd. Soms komt dit in de schrijftaal tot uitdrukking (duurder), soms ook niet (mellek).

### Epenthesis die tevens hiaatdelging is
Als deze epenthesis de vorm aanneemt van een medeklinker, ingevoegd tussen twee klinkers, is het dus tegelijkertijd een hiaatdelging. Bijvoorbeeld:
- Vele taalgebruikers spreken de eerste maanden van het jaar uit als januwari en februwari.
- Ook het alternatief met een -j- komt voor: janujari en februjari
- Aan het einde van het woord twee(j) valt bij veel sprekers een beweging van -ee- naar -j waar te nemen, maar in tweeje ("met z'n tweeën", "tegen tweeën kom ik") is de -j- vaak duidelijker hoorbaar.

In deze voorbeelden is sprake van epenthesis omdat er in het woord een klank is ingevoegd. Tevens is er sprake van hiaatdelging, omdat het hiaat tussen twee klinkers door een medeklinker wordt gedelgd.

### Epenthesis die geen hiaatdelging is
Maar epenthesis is een ruimer begrip, bijvoorbeeld:
- Het omvat ook de invoeging van een klinker, zoals in mellek, ellef.
- Het omvat bovendien de invoeging van een medeklinker tussen een andere medeklinker en een klinker: de vergrotende trap van woorden die op -r eindigen, krijgt er een -d- bij: duur wordt duurder.

In deze gevallen is er geen sprake van hiaatdelging: de ingevoegde klank staat immers niet tussen twee klinkers.

## Schema: hiaatdelging en epenthesis
|             | hiaatdelging (tussen twee klinkers) | epenthesis (binnen een woord) |
| heb je-n-em | +                                   | —                             |
| zei-d-ie    | +                                   | —                             |
| zou-w-et    | +                                   | —                             |
| tweejen     | +                                   | +                             |
| januwari    | +                                   | +                             |
| mellek      | —                                   | +                             |
| duurder     | —                                   | +                             |

## Bron
In Multatuli's Pak van Sjaalman, dat te vinden is in de Max Havelaar, wordt een veelheid van uiteenlopende essays genoemd, in totaal 147, en de verteller somt de titels ervan op. Een van die titels luidt: "Over het gebrek aan ephelkustiek in onze taalregels". Uit het bovenstaande blijkt dat hier een misvatting in het spel is: niet in de taalregels is de ephelkustiek afwezig, wel goeddeels in de taalbeschrijving.
De 147e jaargang van het tijdschrift De Gids (147-8/9/10, nov. 1984) wijdde een speciaal nummer aan alle onderwerpen uit het "Pak van Sjaalman", stuk voor stuk beschreven door hedendaagse deskundigen. Een artikel over hiaatdelging werd verzorgd door Frida Balk-Smit Duyzentkunst (De Gids 147:720-22). Een deel van de informatie in het huidige artikel is gebaseerd op haar bespreking.
In de Algemene Nederlandse Spraakkunst wordt voorts bij de bespreking van de derde persoon enkelvoud aandacht besteed aan constructies als werkte-n-ie.